# NIP30
NIP30‏ (Family with sequence similarity 192 member A) هوَ بروتين يُشَفر بواسطة جين NIP30 في الإنسان.